# Gisella Perl
Gisella Perl (n. 10 decembrie 1907, Sighetu Marmației, comitatul Maramureș, Austro-Ungaria – d. 24 noiembrie 1988, Herzliya, Districtul Tel Aviv, Israel) a fost un medic ginecolog, cunoscută ca supraviețuitoare a lagărelor de exterminare naziste, unde a fost nevoită să lucreze ca asistentă a lui Josef Mengele.
S-a născut la Sighetu Marmației. Fiind de etnie ebraică, după invadarea Ungariei de către Germania nazistă, a fost deportată cu întreaga familie la Lagărul de concentrare Auschwitz.
Toate rudele ei (fiu, soț, părinți) își pierd viața în lagărele de concentrare, ea supraviețuind datorită profesiei sale și a faptului că Mengele avea nevoie de personal de specialitate.
Ca medic, se ocupă de sănătatea femeilor deținute aici, fiind nevoită să lucreze fără mijloace adecvate (antiseptice, feșe, apă curentă).
Prin practicarea întreruperii de sarcină (și aceasta în condiții de clandestinitate) reușește să salveze sute de femei însărcinate, care ar fi fost maltratate și ucise de Mengele, fie pentru experimentele sale, fie pentru existența nou-născuților, considerați o povară.